# Dera Colliery Township
Dera Colliery Township es una ciudad censal situada en el distrito de Angul en el estado de Odisha (India). Su población es de 15787 habitantes (2011). Se encuentra a 111 km de Bhubaneswar y a 102 km de Cuttack.

## Demografía
Según el censo de 2011 la población de Dera Colliery Township era de 15787 habitantes, de los cuales 8352 eran hombres y 7435 eran mujeres. Dera Colliery Township tiene una tasa media de alfabetización del 89,66%, superior a la media estatal del 72,87%: la alfabetización masculina es del 93,66%, y la alfabetización femenina del 85,21%.